# جائزة زي سيني لأفضل ممثلة حسب النقاد
جائزة زي سيني لأفضل ممثلة حسب النقاد هي فئة من جوائز زي سيني الفنية، تمنح سنويا من قبل لجنة تحكيم تنظمها شركة زي للمشاريع الترفيهية في شكل احتفالية ضخمة لتوزيع جوائز الصناعة السينمائية الهندية. تم تأسيس الجائزة في نوفمبر 1997 لمنح «للتميز في السينما بشكل الديمقراطي».
تم عقدها لأول مرة في مومباي حتى عام 2004، عندما أصبحت جوائز زي سيني دولية وأقيمت حفلها في دبي، وفي السنوات التالية في لندن وموريشيوس وماليزيا ولندن مرة أخرى في عام 2008.
بين عامي 2009 و2010 توقفت الجائزة قبل أت تستأنف في عام 2011، في عام 2012، عُقدت في سنغافورة في كوتاي أرينا في ماكاو.
في 2018 أقيمت النسخة في «مجمع باندرا كورلا» في مومباي.

## الأكثر فوزا
| المرات | الحائزون                                                                                     |
| ------ | -------------------------------------------------------------------------------------------- |
| 2      | آيشواريا راي ديبيكا بادكون فيديا بالان                                                       |
| 1      | شويتا باسو براساد جال بانج عائشة تاكيا شيفالي شاه سوناكشي سينها عاليا بهات سريديفيتابسي بانو |

## الفائزات
أسماء الممثلات الحائزات على جائزة زي سيني لأفضل ممثلة حسب النقاد :
| السنة | الممثلة               | الفيلم            |
| ----- | --------------------- | ----------------- |
| 2005  | آيشواريا راي          | Raincoat          |
| 2006  | شويتا باسو براساد     | Iqbal             |
| 2007  | جال بانج وعائشة تاكيا | Dor               |
| 2008  | شيفالي شاه            | Gandhi, My Father |
| 2009  | لم تنعقد              | لم تنعقد          |
| 2010  | لم تنعقد              | لم تنعقد          |
| 2011  | آيشواريا راي          | غوزاريش           |
| 2012  | فيديا بالان           | الصورة القذرة     |
| 2013  | فيديا بالان           | كهاني             |
| 2014  | سوناكشي سينها         | لوتيرا            |
| 2015  | لم تنعقد              | لم تنعقد          |
| 2016  | ديبيكا بادكون         | بيكو              |
| 2017  | عاليا بهات            | Udta Punjab       |
| 2018  | سريديفي               | أم                |
| 2019  | ديبيكا بادكون         | بادمافاتي         |
| 2020  | تابسي بانو            | بادلا             |